# Maiko Tajima
Pour les articles homonymes, voir Tajima.
Maiko Tajima (田島 麻衣子, Tajima Maiko), née le 20 décembre 1976, est une femme politique japonaise, représentant le Parti démocrate constitutionnel à la Chambre des conseillers du Japon.

## Jeunesse et carrière pré-électorale
Tajima naît le 20 décembre 1976, dans la ville de Tokyo. Elle effectue ses études supérieures en économie et sciences politiques à l'université Aoyama Gakuin,. Lors d'un voyage étudiant aux Philippines, elle est confrontée à la pauvreté et s'intéresse à une carrière dans les Nations Unies. Pour compléter son cursus, elle effectue un échange à l'université de Washington, pour améliorer son niveau d'anglais. 
À la suite de cette expérience, elle obtient la certification d'expert comptable, et travaille ensuite pour le cabinet d'audit Ernst & Young. Après deux ans dans ce cabinet, elle décide de revenir à son travail rêvé, et quitte l'audit pour devenir responsable financière d'une ONG. Elle étudie également à Oxford, dans le but de devenir fonctionnaire aux Nations Unies. 
Par l'intermédiaire du Ministère japonais des affaires étrangères, elle intègre l'ONU en 2006. Après avoir travaillé au sein du département des achats de fonds du siège, elle devient responsable de la planification des actions du programme alimentaire de l'ONU au Laos en 2007. Elle change de poste en 2014 pour participer à la gestion et à l'analyse du budget annuel de l'organisation. 

## Carrière électorale

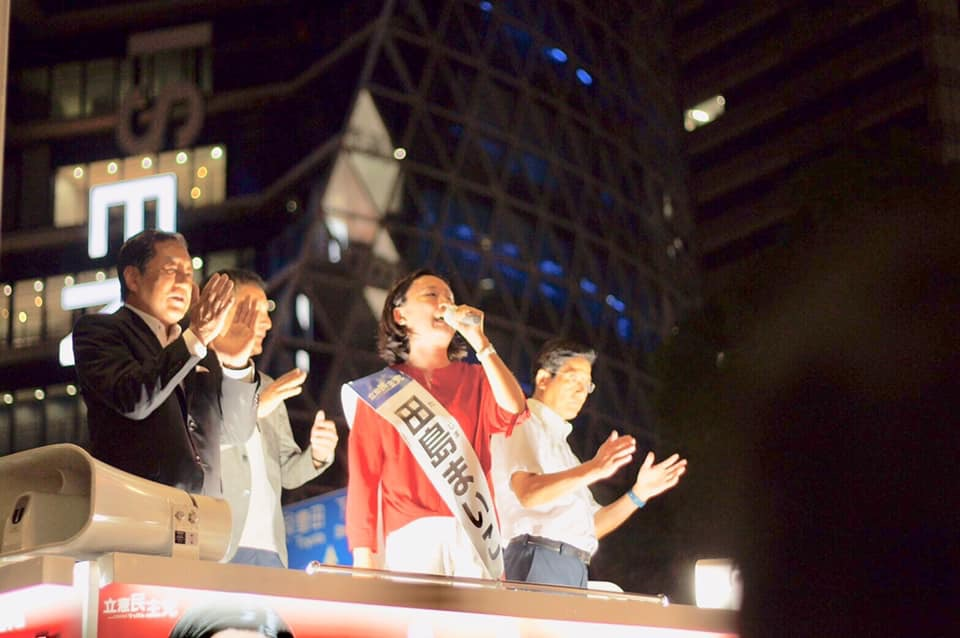
Maiko Tajima en campagne électorale, en 2019.

Le 1er décembre 2018, il est annoncé que le Parti démocrate constitutionnel décide de présenter la candidature de Tajima aux élections à la Chambre des conseillers du Japon de 2019 dans la circonscription de la préfecture d'Aichi. Lors de son discours d'investiture par le parti, elle déclare vouloir « travailler sur le problème de la pauvreté des enfants et créer un environnement qui aide les gens à concilier travail et famille ». Elle prend en conséquence sa retraite de l'ONU le 4 janvier 2019, pour se consacrer pleinement à la campagne électorale.
À l'issue des élections, elle gagne un siège à la Chambre des conseillers, arrivant en troisième position des votes.
Durant la pandémie de Covid-19, elle alerte sur les disparitions de masques en tissu, notamment en prévention des jeux olympiques de Tokyo.
Candidate à sa réélection lors des élections à la Chambre des conseillers du Japon de 2025, elle conserve son siège, arrivant cette fois en deuxième position des votes.

## Prises de positions
Comme la majorité des conseillers démocrates, elle s'oppose à une révision de la constitution du Japon. Elle est également opposée à l'utilisation de l'énergie nucléaire, qu'elle soit militaire ou civile, et souhaite favoriser grandement les énergies renouvelables.
Sur des questions sociétales, elle se déclare favorable à l'ouverture du mariage aux couples homosexuels, et à la mise en place d'un système de quotas en politique afin de favoriser les femmes. Sur les sujets relatifs à la famille impériale, elle annonce être favorable à l'ascension au trône du Japon d'une femme, et déclare souhaiter que les femmes de la famille impériale conservent leurs titres, même après leurs mariages.
Elle milite également pour une politique japonaise plus souple en matière d'immigration, arguant que « le Japon s'enrichit en acceptant des réfugiés », estimant qu'il en va de la crédibilité du Japon sur la scène internationale.